# Midnights
Midnights (у преводу поноћи) је десети студијски албум америчке кантауторке Тејлор Свифт. Објављен је 21. октобра 2022. преко дискографске куће Republic Records.

## Позадина
На MTV Video Music Awards одржаним 28. августа 2022. Тејлор је била номинована у пет категорија за свој кратки филм All Too Well, а освојила је три награде. Једна од награда је била и најпрестижнија, награда за видео године. У свом говору приликом прихватања те награде Тејлор је изјавила да ће њен нови албум бити објављен 21. октобра. Убрзо након тога, на званичном сајту Тејлор Свифт постављен је сат који одбројава са натписом „Пронађи ме у поноћ” („Meet me at midnight”). У поноћ на друштвеним мрежама објављено је да ће назив њеног десетог студијског албума бити Midnights (у преводу поноћи), а Тејлор је албум описала као „приче тринаест непроспаваних ноћи расуте кроз (њен) живот".

## Промоција и објављивање
Тејлор је у периоду од 21. септембра до 7. октобра на Тиктоку објављивала серију видеа од 13 епизода под називом Midnights Mayhem with Me у којима је откривала називе песама као и њихов редослед на албуму. Стихови песама са  албума су пред објављивање албума били приказивани на билбордима Спотифаја широм света, почевши на Тајмс Скверу 17. октобра 2022.
Албум је објављен 21. октобра 2022. године. Убрзо након објављивања албума, за две песме објављени су музички спотови, 21. октобра за „Anti-Hero” а 25. октобра за песму „Bejeweled”. Свифтова је најавила и „веома хаотично изненађење” за 3 сата по источном америчком времену 21. октобра што се на крају испоставило да је 3am издање албума које садржи седам нових песама које не садржи стандардно издање албума.

## Листа песама
| №               | Назив                                | Текст                                                                             | Продуценти                                       | Трајање |  |
| 1.              | Lavender Haze                        | Тејлор Свифт • Џек Антоноф • Зои Кравиц • Марк Ентони Спирс • Џахан Свит • Сем Ду | Свифт • Антоноф • Саунвејв • Свит • Бракстон Кук | 3:22    |  |
| 2.              | Maroon                               | Свифт • Антоноф                                                                   | Свифт • Антоноф                                  | 3:28    |  |
| 3.              | Anti-Hero                            | Свифт • Антоноф                                                                   | Свифт • Антоноф                                  | 3:20    |  |
| 4.              | Snow on the Beach (са Ланом дел Реј) | Свифт • Лана дел Реј • Антоноф                                                    | Свифт • Антоноф                                  | 4:16    |  |
| 5.              | You're on Your Own, Kid              | Свифт • Антоноф                                                                   | Свифт • Антоноф                                  | 3:14    |  |
| 6.              | Midnight Rain                        | Свифт • Антоноф                                                                   | Свифт • Антоноф                                  | 2:54    |  |
| 7.              | Question...?                         | Свифт • Антоноф                                                                   | Свифт • Антоноф                                  | 3:30    |  |
| 8.              | Vigilante Shit                       | Свифт                                                                             | Свифт • Антоноф                                  | 2:44    |  |
| 9.              | Bejeweled                            | Свифт • Антоноф                                                                   | Свифт • Антоноф                                  | 3:14    |  |
| 10.             | Labyrinth                            | Свифт • Антоноф                                                                   | Свифт • Антоноф                                  | 4:07    |  |
| 11.             | Karma                                | Свифт • Антоноф • Спирс • Свит • Кијану Торес                                     | Свифт • Антоноф • Саунвејв • Свит • Кијану Битс  | 3:24    |  |
| 12.             | Sweet Nothing                        | Свифт • Вилијам Бовери                                                            | Свифт • Антоноф                                  | 3:08    |  |
| 13.             | Mastermind                           | Свифт • Антоноф                                                                   | Свифт • Антоноф                                  | 3:11    |  |
| Укупно трајање: | Укупно трајање:                      | Укупно трајање:                                                                   | Укупно трајање:                                  | 44:02   |  |

| №               | Назив                         | Текст                            | Продуценти                | Трајање |  |
| 14.             | The Great War                 | Свифт • Арон Деснер              | Свифт • Деснер            | 4:00    |  |
| 15.             | Bigger than the Whole Sky     |                                  |                           | 3:38    |  |
| 16.             | Paris                         | Свифт • Антоноф                  |                           | 3:16    |  |
| 17.             | High Infidelity               | Свифт • Деснер                   | Свифт • Деснер            | 3:51    |  |
| 18.             | Glitch                        | Свифт • Антоноф • Спирс • Сем Ду | Свифт • Антоноф• Саунвејв | 2:28    |  |
| 19.             | Would've, Could've, Should've | Свифт • Деснер                   | Свифт • Деснер            | 4:20    |  |
| 20.             | Dear Reader                   | Свифт • Антоноф                  | Свифт • Антоноф           | 3:45    |  |
| Укупно трајање: | Укупно трајање:               | Укупно трајање:                  | Укупно трајање:           | 69:20   |  |

| №               | Назив                                    | Текст                    | Продуценти               | Трајање |  |
| 14.             | Hits Different                           | Свифт • Антоноф • Деснер | Свифт • Антоноф • Деснер | 3:54    |  |
| 15.             | You're on Your Own, Kid (Strings Remix)' | Свифт • Антоноф          | Свифт • Антоноф          | 3:20    |  |
| 16.             | Sweet Nothing (Piano Remix)'             | Свифт • Антоноф          | Свифт • Антоноф          | 3:28    |  |
| Укупно трајање: | Укупно трајање:                          | Укупно трајање:          | Укупно трајање:          | 54:50   |  |